# Loriquet iris
Saudareos iris
Espèce
Statut de conservation UICN

 NT  : Quasi menacé
Statut CITES
Le Loriquet iris (Saudareos iris) est une espèce d'oiseaux de la famille des Psittacidae.

## Description
Cet oiseau présente un plumage à dominante verte.
Il mesure environ 20 cm.

## Répartition
Cet oiseau peuple les îles de Timor et Wetar.

### Sources